# قطعنامه ۲۰۱ شورای امنیت
قطعنامه ۲۰۱ شورای امنیت سازمان ملل متحد که در تاریخ ۱۹ مارس ۱۹۶۵ تصویب شد، سندی بین‌المللی دربارهٔ مسئلهٔ قبرس است. این قطعنامه طی نشست ۱۱۹۳ام
با ۱۱ موافق، ۰ مخالف و۰ ممتنع تصویب شد.